# Synagoga w Klużu-Napoce
Synagoga w Klużu-Napoce (rum. Sinagoga din Cluj-Napoca, Sinagoga Neologă lub Templul Memorial al Deportaților) – synagoga znajdująca się w Klużu-Napoce w Rumunii, przy ulicy Horea 21.
Synagoga została zbudowana w latach 1886–1887, według projektu Izidora Hegnera, z inicjatywy Żydów neologicznych. Jej uroczyste otwarcie nastąpiło 4 września 1887 roku.

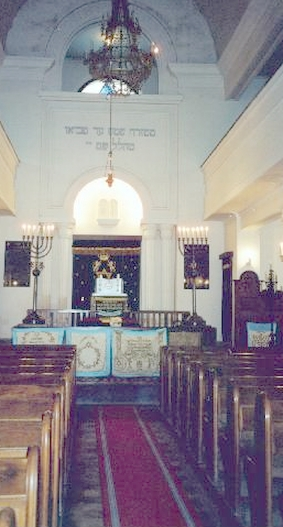
Wnętrze synagogi

Synagoga została dwa razy zniszczona, po raz pierwszy przez faszystowską organizację Żelazną Gwardię, 13 września 1927 roku. Po ataku została szybko wyremontowana dzięki dotacji rządu rumuńskiego. Drugi raz została zdewastowana podczas II wojny światowej, 2 czerwca 1944 roku. W 1951 roku została gruntownie wyremontowana i od tego czasu bez przerwy służy lokalnej gminie żydowskiej. Synagoga jest poświęcona deportowanym ofiarom Holokaustu.